# Dole Food Company

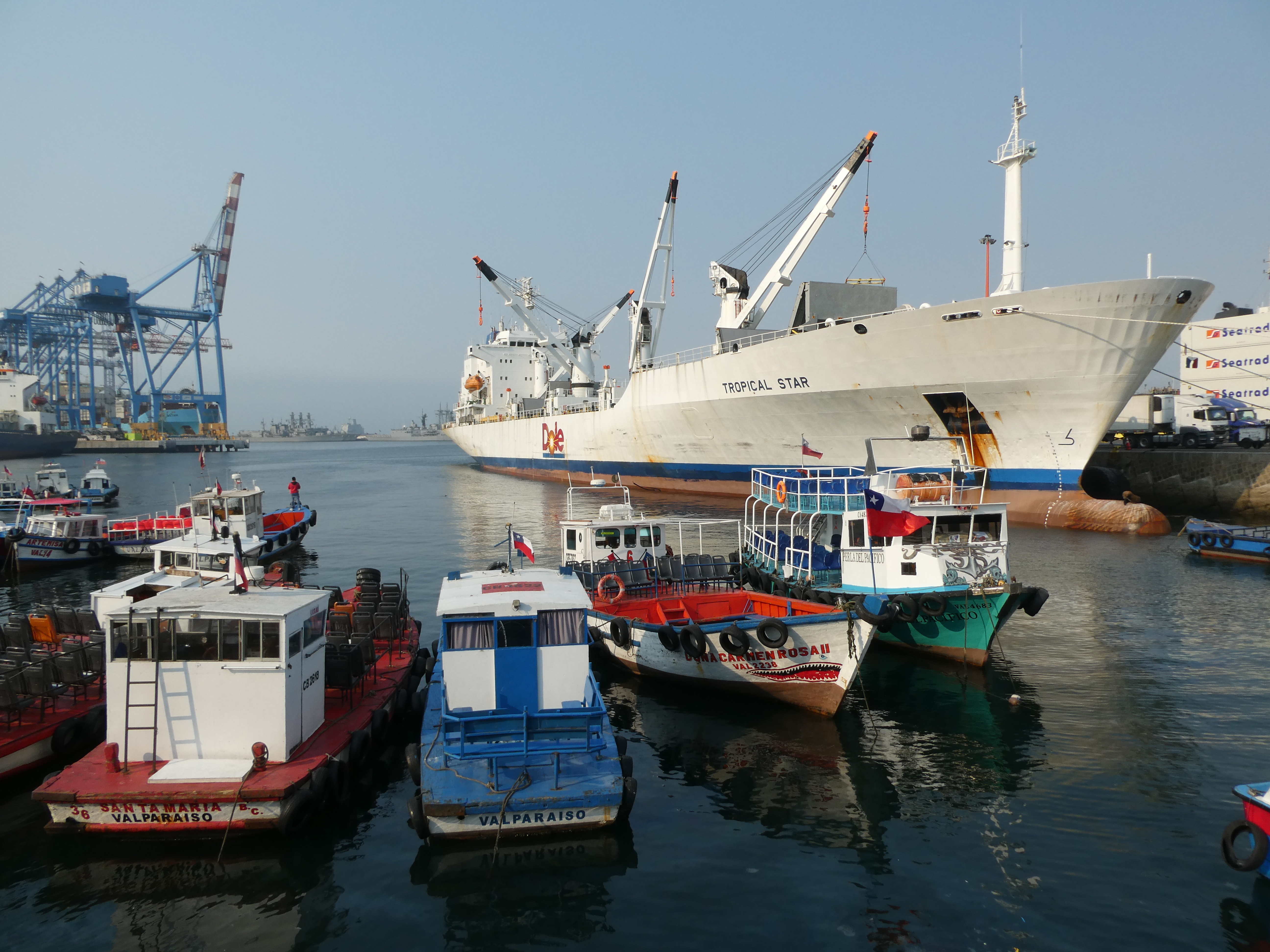
Buque frigorífico de Dole en el puerto de Valparaíso, Chile.

Dole Food Company, anteriormente conocida como Standard Fruit Company entre 1851 y 1991, es una empresa multinacional de fruta estadounidense, con su sede en Westlake Village, California. La empresa ha creado un concepto de embalaje en el lugar de cultivo para bananas, uvas, frutillas o piñas. La empresa está presente en más de 90 países y unos ingresos aproximados de 10 000 millones de dólares.

## Historia

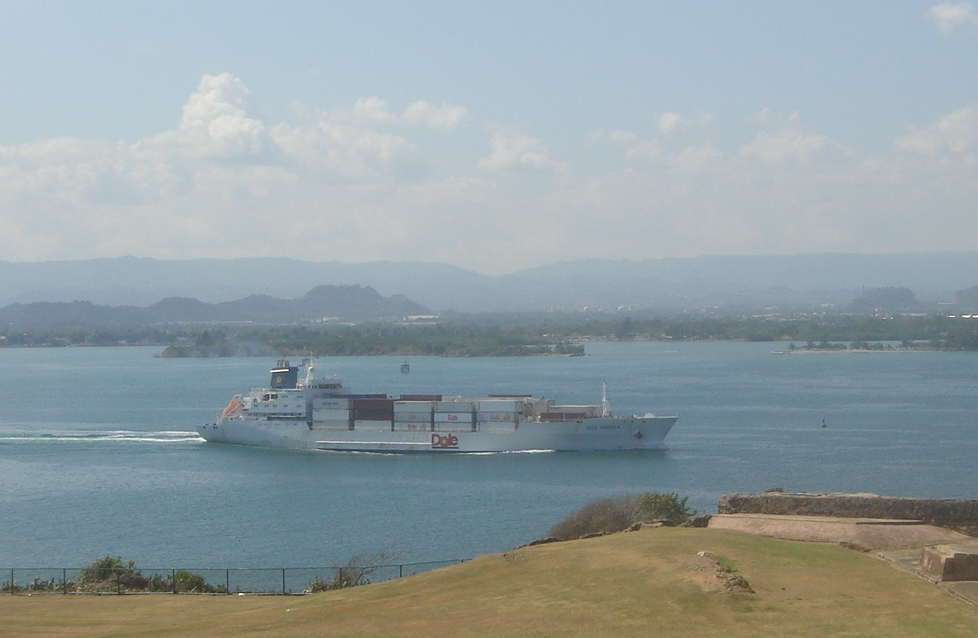
Buque de Dole saliendo del muelle de San Juan, Puerto Rico.

En 1851 se funda en Hawái la empresa Hawaiian Pineapple Company de la mano de James Dole, quien abriera su primera plantación de piñas en la llanura central de la isla hawaiana de Oahu.
Históricamente se cree que la empresa Hawaiian Pineapple Company participó en la caída de la última reina de Hawái, Liliʻuokalani, y de haber ayudado a los Estados Unidos a que adhiriera las islas a sus territorios.
Hawaiian Pineapple Company fue adquirida más tarde por Castle & Cooke, una empresa inmobiliaria, que renombraría la sociedad a Dole Food Company, Inc. en 1991. Castle & Cooke Inc. se separa poco más tarde en 1995. Dole adquiere entonces la empresa Standard Fruit Company, que fuera adquirida por Castle & Cooke entre 1964 y 1968. Dole pasó así a ser el segundo productor e importador de bananas de los Estados Unidos.